# Eupsophus migueli
Eupsophus migueli је водоземац из реда жаба и фамилије Cycloramphidae.

## Угроженост
Ова врста се сматра угроженом.

## Распрострањење
Ареал врсте је ограничен на једну државу. 
Чиле је једино познато природно станиште врсте.

## Станиште
Станишта врсте су шуме, брдовити предели и слатководна подручја.